# Comuna de Zwierzyn
Zwierzyn (polaco: Gmina Zwierzyn) é uma gminy (comuna) na Polónia, na voivodia da Lubúsquia e no condado de Strzelecko-drezdenecki. A sede do condado é a cidade de Zwierzyn.
De acordo com os censos de 2004, a comuna tem 4444 habitantes, com uma densidade 44 hab/km².

## Área
Estende-se por uma área de 100,98 km², incluindo:
- área agricola: 73%
- área florestal: 12%

## Demografia
Dados de 30 de Junho 2004:
|                      | Total   | Total | Mulheres | Mulheres | Homens  | Homens |
| -------------------- | ------- | ----- | -------- | -------- | ------- | ------ |
|                      | pessoas | %     | pessoas  | %        | pessoas | %      |
| População            | 4444    | 100   | 2209     | 49,7     | 2235    | 50,3   |
| Densidade (pop./km²) | 44      | 100   | 21,9     | 21,9     | 22,1    | 22,1   |

De acordo com dados de 2002, o rendimento médio per capita ascendia a 1340,88 zł.

## Subdivisões
- Błotno, Brzezinka, Gościmiec, Górecko, Górki Noteckie, Przysieka-Górczyna, Rzekcin, Sarbiewo, Zwierzyn, Żółwin.

## Comunas vizinhas
- Drezdenko, Santok, Stare Kurowo, Strzelce Krajeńskie